# عظائيات الفحم
عظائيات الفحم (الاسم العلمي:†Anthracosauria) هي رتبة من شبيهات الزواحف البدائية المنقرضة. ازدهرت خلال فترات العصر الفحمي والبرمي المبكر على الرغم من إن تحديد أي الأنواع التي يتم تضمينها يعتمد على التعريف المعطى.